# Погосов, Сергей Лазаревич
1. ↑   Количество игр и голов за профессиональный клуб считается только для различных лиг национальных чемпионатов.

}}
Сергей Лазаревич Погосов (Погосян) (13 июня 1948, Баку, Азербайджанская ССР, СССР) — советский футболист, нападающий. Мастер спорта СССР (1971). Президент Союза ветеранов футбола Армении, который основал в 2007 году.

## Биография
Начал заниматься футболом в бакинской ДЮСШ, тренер Эдуарда Оганезов. В 1966—1967 годах играл во второй лиге за «Полад» Сумгаит. Получал приглашения из московского «Локомотива», «Нефтчи» Баку, «Арарата», но 1968 году перешёл в ленинградский «Зенит», который тренировал Артём Фальян. Параллельно учился в институте физкультуры имени Лесгафта. В 1970 году переехал к семье в Ереван и выступал за местный «Арарат» до 1975 года. Закончил играть после конфликта с главным тренером Виктором Масловым, проводившим омоложение состава.
Трижды в течение карьеры получал переломы. 7 июля 1972 года в матче «Спартак» Москва — «Арарат» заработал перелом носа и ноги и в чемпионате в том году больше не участвовал.
Позже окончил юридический факультет Ереванского государственного университета, поступил в прокуратуру, стал работать старшим прокурором отдела военной прокуратуры Армении.
В 2001—2003 годах был президентом «Котайка» Абовян.

## Достижения
- Медаль «За заслуги перед Отечеством» I степени (10 октября 2013 года) — за значительный вклад в развитие армянского футбола и блестящие достижения[5]
- Чемпион СССР: 1973
- Обладатель Кубка СССР: 1973